# Egalitarizem
Egalitarizem je politična teorija ali gibanje, ki zanika veljavnost naravnih in socialnih razlik med ljudmi ter zahteva njihovo odpravo. Egalitarizem je tudi izhodišče proti ločevanju na podlagi rasnih, verskih, spolnih idr. razlik.

#### Zavzemanje egalitarizma
Zavzema se:
- za enakost vseh odraslih ljudi pred zakonom ter za njihove človeške in državljanske pravice (liberalna, državljanska demokracija)
- za izenačenost življenjskih priložnosti
- za enakopravno zdravstveno in pokojninsko zavarovanje
- za vsem dostopno brezplačno šolanje (socialna demokracija, država enakih možnosti, blaginje)
- za popolno enakost pri delitvi materialnih dobrin (brezrazredna družba, neuresničen ideološki načrt komunizma Karla Marxa)

#### Zgodovina egalitarizma
Politično gibanje francoskih utopičnih socialistov v 1. polovici 19. stoletja, temelječe na idejah babuvizma (oznanjanje socialnih enakosti, poskusi uresničitve političnih idealov z zarotami), nauka Francosia - Noela Babuefa.